# Абремуц (комуна)
Абремуц (рум. Abrămuț) — комуна у повіті Біхор в Румунії. До складу комуни входять такі села (дані про населення за 2002 рік):
- Абремуц (477 осіб) — адміністративний центр комуни
- Крестур (506 осіб)
- Петреу (1629 осіб)
- Фенчика (408 осіб)

Комуна розташована на відстані 437 км на північний захід від Бухареста, 37 км на північний схід від Ораді, 118 км на північний захід від Клуж-Напоки.

## Населення
За даними перепису населення 2002 року у комуні проживали 3020 осіб.
Національний склад населення комуни:
| Національність   | Кількість осіб | Відсоток |
| ---------------- | -------------- | -------- |
| угорці           | 1526           | 50,5%    |
| румуни           | 898            | 29,7%    |
| цигани           | 568            | 18,8%    |
| німці            | 22             | 0,7%     |
| словаки          | 4              | 0,1%     |
| росіяни-липовани | 2              | 0,1%     |

Рідною мовою назвали:
| Мова      | Кількість осіб | Відсоток |
| --------- | -------------- | -------- |
| угорська  | 2101           | 69,6%    |
| румунська | 882            | 29,2%    |
| циганська | 34             | 1,1%     |
| словацька | 2              | 0,1%     |
| німецька  | 1              | < 0,1%   |

Склад населення комуни за віросповіданням:
| Релігія            | Кількість осіб | Відсоток |
| ------------------ | -------------- | -------- |
| римо-католики      | 1059           | 35,1%    |
| реформати          | 903            | 29,9%    |
| православні        | 798            | 26,4%    |
| баптисти           | 157            | 5,2%     |
| греко-католики     | 47             | 1,6%     |
| п'ятдесятники      | 45             | 1,5%     |
| адвентисти         | 5              | 0,2%     |
| унітарії           | 1              | < 0,1%   |
| старообрядці       | 1              | < 0,1%   |
| не вказали релігію | 1              | < 0,1%   |